# WASP-45
WASP-45 este o stea de tip K din secvența principală, situată la aproximativ 701 de ani-lumină (215 parseci) distanță. Vârsta stelei nu poate fi determinată cu exactitate, dar este probabil mai veche decât Soarele. Cu toate acestea, WASP-45 are un conținut mai ridicat de elemente grele comparativ cu Soarele, prezentând o abundență solară de 240%. 
Steaua prezintă emisii ultraviolete scăzute, sugerând o activitate redusă a petelor stelare, deși activitatea cromosferică a fost raportată în altă parte. 
O stea însoțitoare se află la o distanță de 4,4 secunde de arc, corespunzând la 929 de unități astronomice (UA). 

## Sistem planetar
În 2011, a fost detectată o planetă fierbinte de tip Jupiter în tranzit, numită WASP-45b. Temperatura de echilibru a planetei este de 1170±24 K. În atmosfera planetei nu a fost detectată nicio împrăștiere Rayleigh, ceea ce sugerează prezența de ceață sau a unui strat gros de nori înalți.